# Thomas Sherwin
Thomas Sherwin (* 26. März 1799 in Westmoreland, New Hampshire; † 23. Juli 1869 in Dedham, Massachusetts, nahe Boston) war ein US-amerikanischer Lehrer und Schulleiter.
Sherwin wuchs auf einer Farm in Temple, New Hampshire, auf und wurde als junger Mann in einer Textilfabrik in Groton, Massachusetts, ausgebildet. Mit verschiedenen Arbeiten verdiente er seinen Unterhalt, um letztlich an der Harvard University studieren zu können (Abschluss 1825). Sherwin arbeitete anschließend als Lehrer und Tutor an verschiedenen schulischen und universitären Einrichtungen und als Ingenieur für Loammi Baldwin, Jr., bevor er 1828 stellvertretender Schulleiter und 1838 Schulleiter der Boston English High School wurde, einer Einrichtung, die seinerzeit als modellhaft galt. Diese Position behielt Sherwin bis zu seinem Tod.
Thomas Sherwin gehörte zu den Gründern des American Institute of Instruction (1830), dessen Präsidentschaft er 1853/54 innehatte, der Massachusetts State Teachers’ Association, deren dritter Präsident er war, und des Massachusetts Institute of Technology. 1836 wurde Sherwin in die American Academy of Arts and Sciences gewählt.
Sherwin veröffentlichte mehrere Abhandlungen über Algebra. Er war seit 1836 mit Mary King Gibbons verheiratet, das Paar hatte drei Söhne.